# La Haye-de-Calleville
Haye-de-Calleville – miejscowość i gmina we Francji, w regionie Normandia, w departamencie Eure.
Według danych na rok 1990 gminę zamieszkiwało 218 osób, a gęstość zaludnienia wynosiła 74 osoby/km² (wśród 1421 gmin Górnej Normandii Haye-de-Calleville plasuje się na 685 miejscu pod względem liczby ludności, natomiast pod względem powierzchni na miejscu 845).